# Sudachi
Sudachi (Citrus sudachi; japonês: スダチ ou 酢橘) é uma fruta cítrica pequena, redonda e verde, que pertence ao subgrupo papeda das plantas cítricas.
Sudachi é uma versão híbrida da tangerina - ichang papeda. Cultivada por séculos em regiões do Japão, a fruta permaneceu relativamente desconhecida nos outros países do mundo. No Japão, a fruta é normalmente usada junto com outros dois cítricos relacionados, o yuzu e o kabosu; esse trio forma a base para o molho ponzu, entre outros usos culinários.
O sudachi também é símbolo da província de Tokushima, que concentra uma grande produção da fruta. Seu cultivo é centralizado principalmente nas comunidades de Sanagouchi-son, Kamikatsu-cho e Kamiyama-cho.  A planta tem flores brancas que florescem em maio e junho. As frutas se formam em grupos e são colidas no outono.Apesar de as frutas sudachi depois se tornarem amarelo-alaranjadas, elas normalmente são colhidas ainda verde.

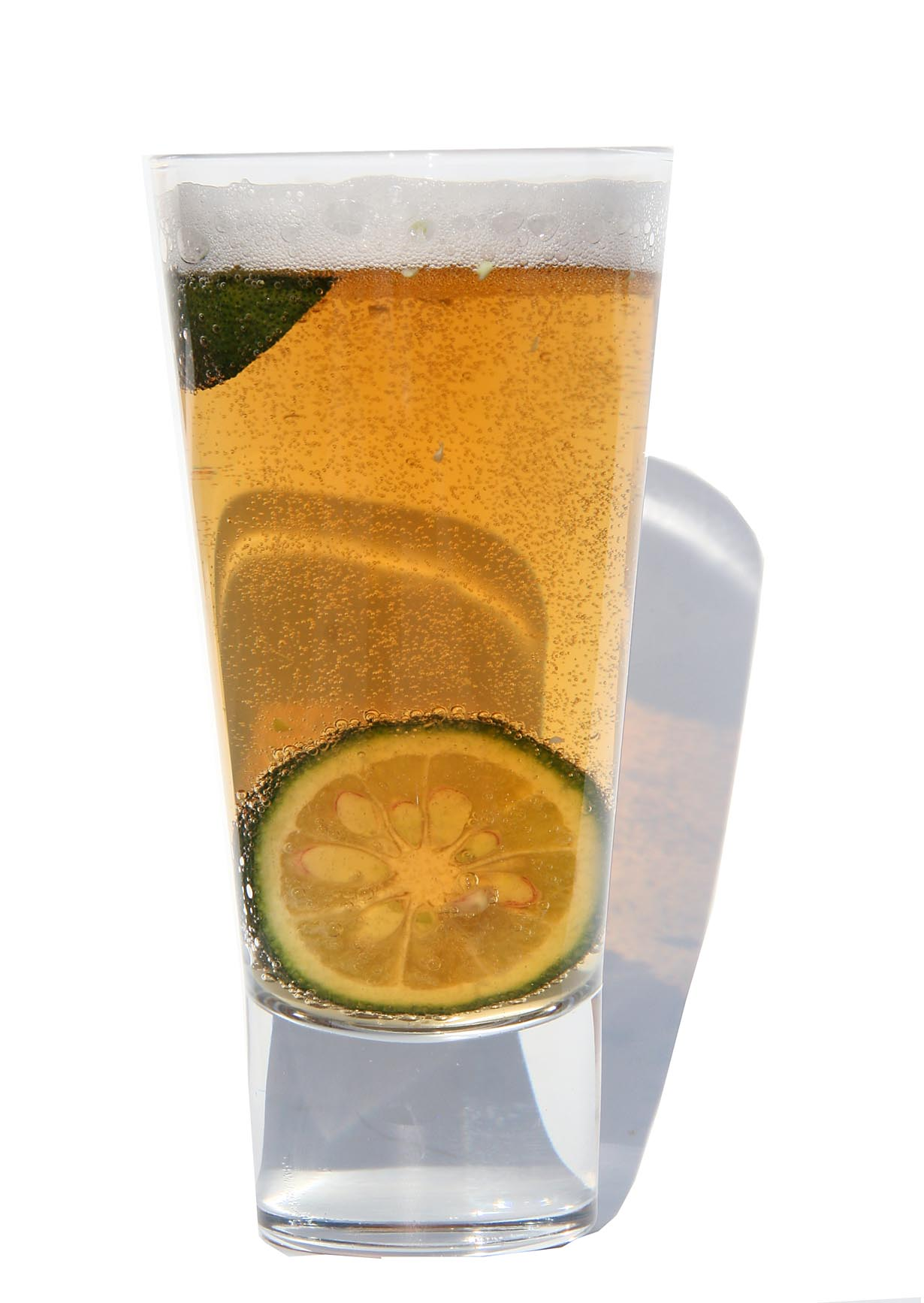
Sudachi na cerveja

Uma fatia dessa fruta é servida junta de muitos pratos tradicionais da culinária do Japão, que inclui pratos como peixe, soba, udon, nabemono, e até mesmo bebida alcoólicas. Ela é considerada mais saborosa e cheirosa que os limões e as laranjas limas. Ela contém grandes quantidades de cálcio e ácido ascórbico (vitamina C), mais do que limões. Produtos baseados no sudachi (como sorvetes, vodka e refrigerantes) podem ser encontrados no Japão, principalmente na província de Tokushima, onde o preço da fruta é mais baixo. Ela é considerada uma iguaria em outras regiões do país e normalmente é cara. Comparada com o kabosu, a sudachi é um pouco menor.

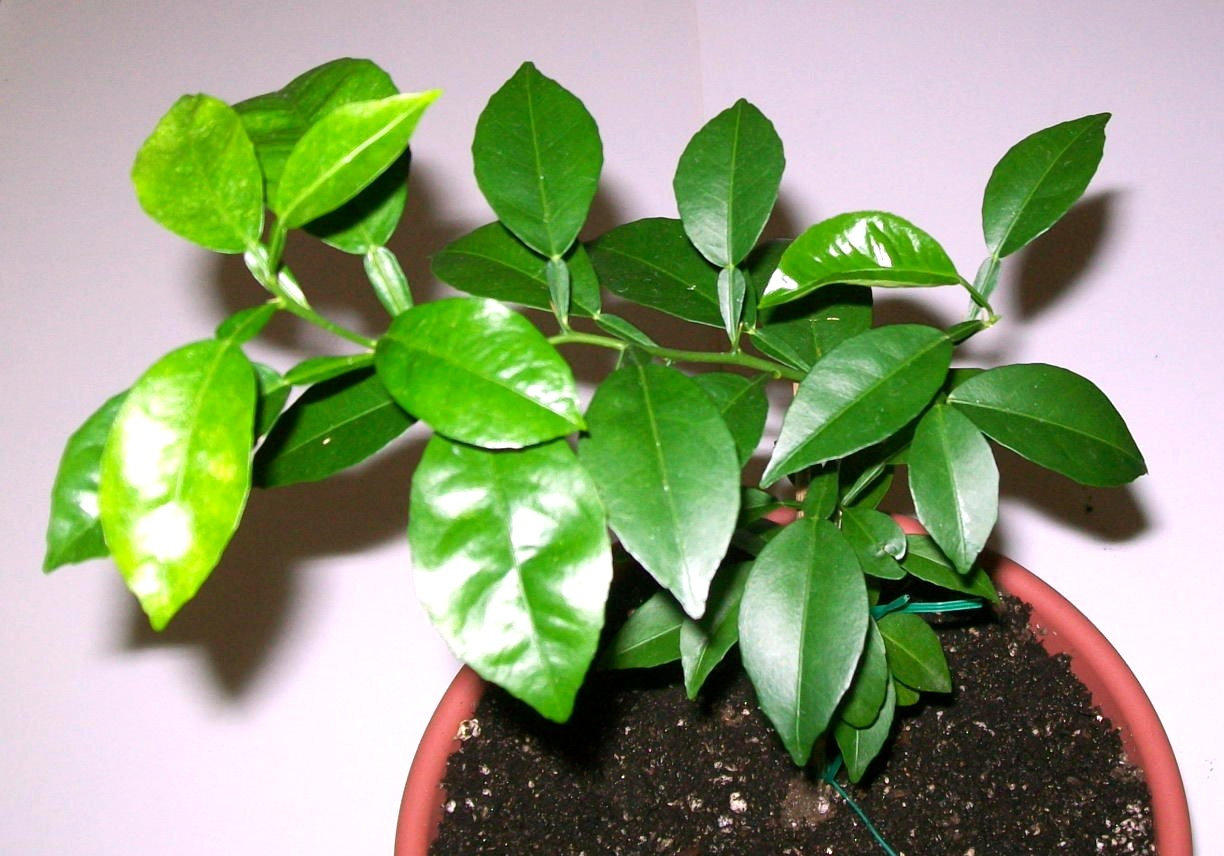
Planta de sudachi com 1 ano

Em 2006, um grupo de pesquisa da Universidade de Tokushima publicou um relatório que sugere que a fruta diminui o nível de glicose em pacientes com diabetes. O grupo deu raspas de sudachi a ratos por um período de um ano e descobriu que os níves de glicose baixaram e a saúde dos ratos melhorou. Apesar de seus efeitos ainda não terem sido testados em humanos, ele potencialmente pode ser usado na medicina natural.